# Cecoslovacchia ai V Giochi olimpici invernali
La Cecoslovacchia partecipò ai V Giochi olimpici invernali, svoltisi a Sankt Moritz, Svizzera, dal 30 gennaio all'8 febbraio 1948, con una delegazione di 47 atleti impegnati in otto discipline.